# Daniele Sorio
Daniele Sorio (8 aprile 1994) è un ex sciatore alpino italiano.

## Biografia
Gigantista puro originario di Tavernole sul Mella, Daniele Sorio è figlio di Nicoletta Merighetti, a sua volta sciatrice alpina; attivo dal novembre del 2009, ha esordito in Coppa Europa il 26 gennaio 2014 Les Menuires e in Coppa del Mondo il 20 dicembre 2015 in Alta Badia, in entrambi i casi senza completare la prova. In Coppa del Mondo ha ottenuto il miglior risultato il 2 febbraio 2020 a Garmisch-Partenkirchen (30º) e ha preso per l'ultima volta il via il 7 dicembre dello stesso anno a Santa Caterina Valfurva, senza completare la gara; si è ritirato al termine della stagione 2021-2022 e la sua ultima gara è stata lo slalom gigante dei Campionati italiani 2022, disputato a Sestriere il 25 marzo. Non ha preso parte a rassegne olimpiche o iridate.

## Palmarès

### Coppa del Mondo
- Miglior piazzamento in classifica generale: 163º nel 2020

### Coppa Europa
- Miglior piazzamento in classifica generale: 90º nel 2020

### Australia New Zealand Cup
- Miglior piazzamento in classifica generale: 5º nel 2015
- 2 podi:
  - 2 secondi posti

### Campionati italiani
- 1 medaglia:
  - 1 bronzo (slalom gigante nel 2021)